# Temporada 1945 de las Grandes Ligas de Béisbol
La Temporada 1945 de las Grandes Ligas de Béisbol fue disputada de abril a octubre, con 8 equipos tanto en la Liga Americana como en la Liga Nacional con cada equipo jugando un calendario de 154 partidos. 
La temporada finalizó cuando Detroit Tigers derrotaron en la Serie Mundial a Chicago Cubs en siete juegos, ganando así su segundo título.

## Premios y honores
- MVP
  - Hal Newhouser, Detroit Tigers (AL)
  - Phil Cavarretta, Chicago Cubs (NL)

## Temporada Regular
| Liga Americana         | Liga Americana | Liga Americana | Liga Americana | Liga Americana | Liga Americana | Liga Americana |
| Equipo                 | V              | D              | CTE            | JD             | LOCAL          | VISITA         |
| ---------------------- | -------------- | -------------- | -------------- | -------------- | -------------- | -------------- |
| Detroit Tigers         | 88             | 65             | .575           | -              | 50-26          | 38-39          |
| Washington Senators    | 87             | 67             | .565           | 1½             | 46-31          | 41-36          |
| St. Louis Browns       | 81             | 70             | .536           | 6              | 47-27          | 34-43          |
| New York Yankees       | 81             | 71             | .533           | 6½             | 48-28          | 33-43          |
| Cleveland Indians      | 81             | 71             | .533           | 6½             | 48-28          | 33-43          |
| Chicago White Sox      | 71             | 78             | .477           | 15             | 44-29          | 27-49          |
| Boston Red Sox         | 71             | 83             | .461           | 17½            | 42-35          | 29-48          |
| Philadelphia Athletics | 52             | 98             | .347           | 34½            | 39-35          | 13-63          |

| Liga Nacional         | Liga Nacional | Liga Nacional | Liga Nacional | Liga Nacional | Liga Nacional | Liga Nacional | Liga Nacional |
| Equipo                | V             | D             | CTE           | JD            | LOCAL         | VISITA        |               |
| --------------------- | ------------- | ------------- | ------------- | ------------- | ------------- | ------------- | ------------- |
| Chicago Cubs          | 98            | 56            | .636          | -             | 49-26         | 49-30         |               |
| St. Louis Cardinals   | 95            | 59            | .617          | 3             | 48-29         | 47-30         |               |
| Brooklyn Dodgers      | 87            | 67            | .565          | 11            | 48-30         | 39-37         |               |
| Pittsburgh Pirates    | 82            | 72            | .532          | 16            | 45-34         | 37-38         |               |
| New York Giants       | 78            | 74            | .513          | 19            | 47-30         | 31-44         |               |
| Boston Braves         | 67            | 85            | .441          | 30            | 36-38         | 31-47         |               |
| Cincinnati Reds       | 61            | 93            | .396          | 37            | 36-41         | 25-52         |               |
| Philadelphia Phillies | 46            | 108           | .299          | 52            | 22-55         | 24-53         |               |

## Postemporada
AL Detroit Tigers (4) vs. NL Chicago Cubs (3)
|                                       |
| Campeón Detroit Tigers Segundo Título |

## Líderes de la liga

### Liga Americana
Líderes de Bateo 
| Categoría           | Jugador           | Equipo | Marca |
| ------------------- | ----------------- | ------ | ----- |
| Porcentaje de bateo | Snuffy Stirnweiss | NYY    | .309  |
| Cuadrangulares      | Vern Stephens     | SLB    | 24    |
| Carreras Impulsadas | Nick Etten        | NYY    | 111   |
| Carreras Anotadas   | Snuffy Stirnweiss | NYY    | 107   |
| Hits                | Snuffy Stirnweiss | NYY    | 195   |
| Robo de Bases       | Snuffy Stirnweiss | NYY    | 33    |

Líderes de Pitcheo 
| Categoría         | Jugador       | Equipo | Marca |
| ----------------- | ------------- | ------ | ----- |
| Victorias         | Hal Newhouser | DET    | 25    |
| Derrotas          | Bobo Newsom   | PHA    | 20    |
| ERA               | Hal Newhouser | DET    | 1.81  |
| Ponches           | Hal Newhouser | DET    | 212   |
| Entradas Lanzadas | Hal Newhouser | DET    | 313.1 |
| Juegos salvados   | Jim Turner    | NYY    | 10    |

### Liga Nacional
Líderes de Bateo 
| Categoría           | Jugador          | Equipo | Marca |
| ------------------- | ---------------- | ------ | ----- |
| Porcentaje de bateo | Phil Cavarretta  | CHC    | .355  |
| Cuadrangulares      | Tommy Holmes     | BSN    | 28    |
| Carreras Impulsadas | Dixie Walker     | BRO    | 124   |
| Carreras Anotadas   | Eddie Stanky     | BRO    | 128   |
| Hits                | Tommy Holmes     | BSN    | 224   |
| Robo de Bases       | Red Schoendienst | STL    | 26    |

Líderes de Pitcheo 
| Categoría         | Jugador             | Equipo  | Marca |
| ----------------- | ------------------- | ------- | ----- |
| Victorias         | Red Barrett         | BSN STL | 23    |
| Derrotas          | Phil Barrett        | PHI     | 20    |
| ERA               | Ray Prim            | CHC     | 2.4   |
| Ponches           | Preacher Roe        | PIT     | 148   |
| Entradas Lanzadas | Red Barrett         | BSN STL | 284.2 |
| Juegos salvados   | Ace Adams Andy Karl | NYG PHI | 15    |